# Niobrarasaurus coleii
Niobrarasaurus ("Niobrara-ödla") är ett släkte av nodosaurider som hittades i Niobrara, Kansas, det som torde ha varit den västra kusten av ett gigantiskt inlandshav, Niobrara-havet. Denna dinosaurie kom från Krita och var nära släkt med nodosaurider som Polacanthus och Nodosaurus.